# Kokomo Murase
Kokomo Murase (jap. 村瀬心椛 Murase Kokomo; ur. 7 listopada 2004 w Gifu) – japońska snowboardzistka, specjalizująca się w konkurencjach slopestyle oraz big air, dwukrotna mistrzyni świata juniorów, olimpijka z Pekinu.

## Kariera
Po raz pierwszy na arenie międzynarodowej pojawiła się 14 marca 2018 roku w Katashinie, gdzie w zawodach FIS zajęła czwarte miejsce w slopestyle'u. W 2018 roku wystąpiła na mistrzostwach świata juniorów w Cardronie, zdobywając złote medale w slopestyle'u i big air. W zawodach Pucharu Świata  zadebiutowała 14 grudnia 2019 roku w Pekinie, zajmując piąte miejsce w Big Air. Tym samym już w debiucie zdobyła pierwsze pucharowe punkty. Na podium zawodów tego cyklu pierwszy raz stanęła 20 grudnia 2019 roku w Atlancie, kończąc rywalizację w tej samej konkurencji na drugiej pozycji. Rozdzieliła tam swą rodaczkę - Reirę Iwabuchi i Brooke Voigt z Kanady. W klasyfikacji generalnej AFU oraz klasyfikacjach slopestyle'u i big air w sezonie 2020/2021 zajęła drugie miejsce.
W 2021 roku wzięła udział w mistrzostwach świata w Aspen, gdzie zajęła piątą pozycję w konkursie slopestyle'u i szóstą w big air.

## Osiągnięcia

### Igrzyska olimpijskie
| Miejsce | Dzień     | Rok  | Miejscowość | Konkurencja | Zwyciężczyni         |
| ------- | --------- | ---- | ----------- | ----------- | -------------------- |
| 10.     | 6 lutego  | 2022 | Pekin       | Slopestyle  | Zoi Sadowski-Synnott |
| 3.      | 15 lutego | 2022 | Pekin       | Big air     | Anna Gasser          |

### Mistrzostwa świata
| Miejsce | Dzień    | Rok  | Miejscowość | Konkurencja | Zwyciężczyni         |
| ------- | -------- | ---- | ----------- | ----------- | -------------------- |
| 5.      | 12 marca | 2021 | Aspen       | Slopestyle  | Zoi Sadowski-Synnott |
| 6.      | 16 marca | 2021 | Aspen       | Big air     | Laurie Blouin        |

### Puchar Świata

#### Miejsca w klasyfikacji generalnej AFU
- sezon 2019/2020: 23.
- sezon 2020/2021: 2.
- sezon 2021/2022:

#### Miejsca na podium w zawodach
1. Atlanta – 20 grudnia 2019 (Big Air) – 2. miejsce
2. Kreischberg – 9 stycznia 2021 (Big Air) – 2. miejsce
3. Silvaplana – 28 marca 2021 (slopestyle) – 2. miejsce
4. Chur – 23 października 2021 (Big Air) – 1. miejsce
5. Calgary – 1 stycznia 2022 (slopestyle) – 1. miejsce
6. Mammoth Mountain – 8 stycznia 2022 (slopestyle) – 3. miejsce